# Таврія

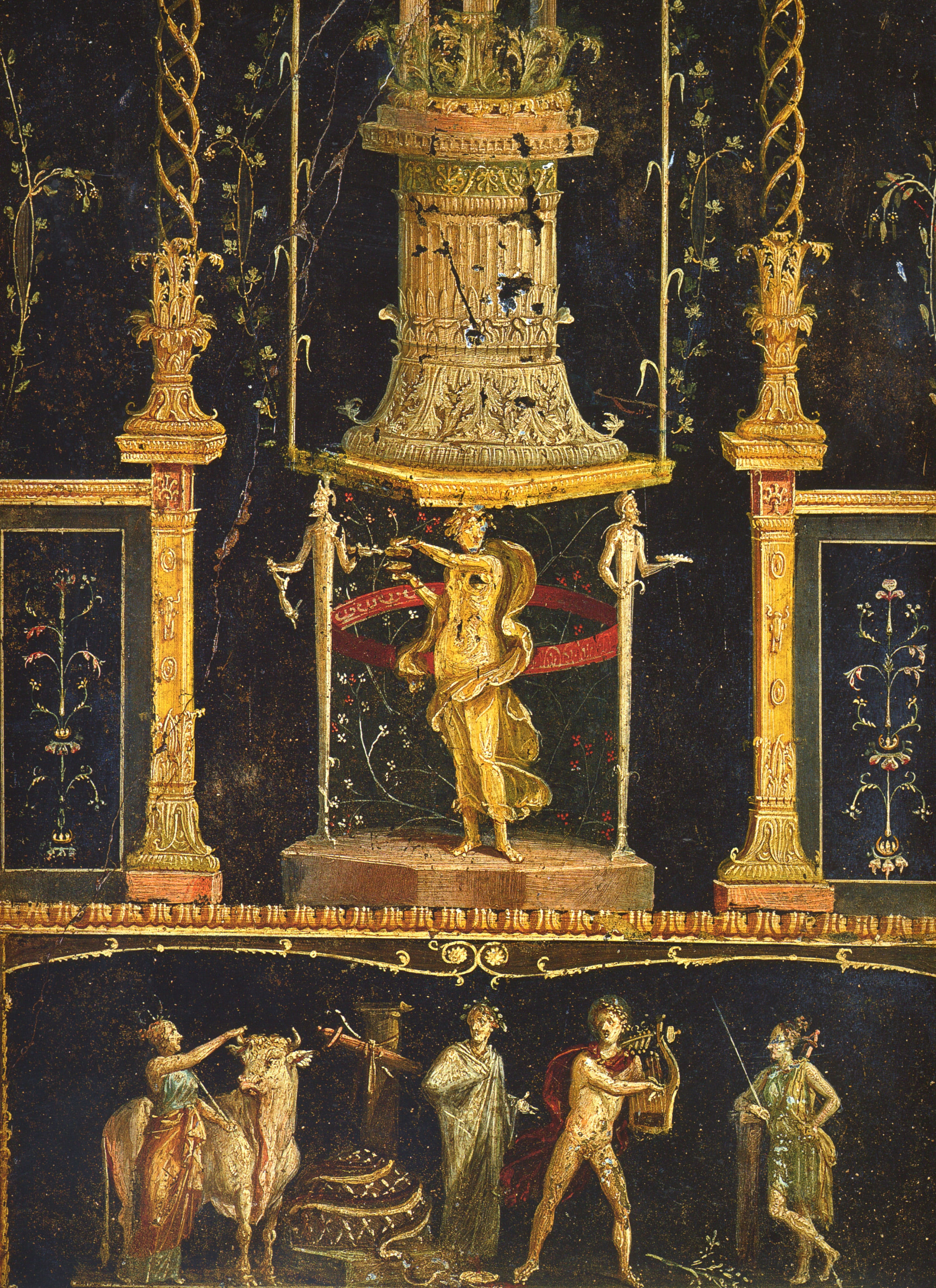
Партеніум

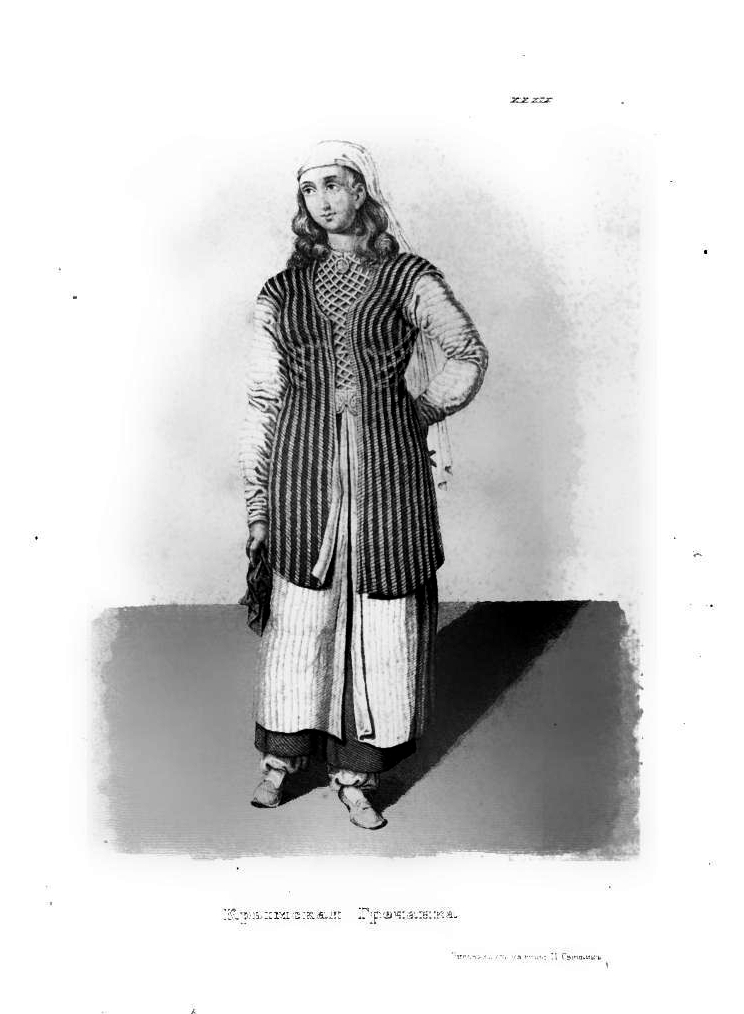
Кримські греки 1840

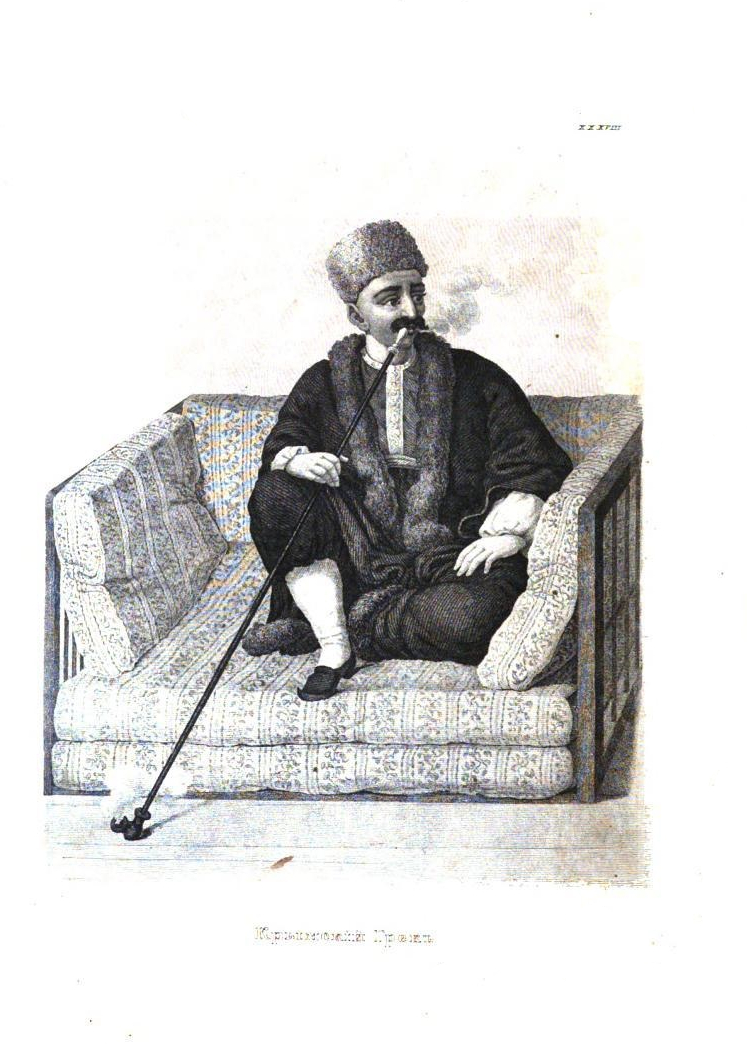
Кримські греки 1840

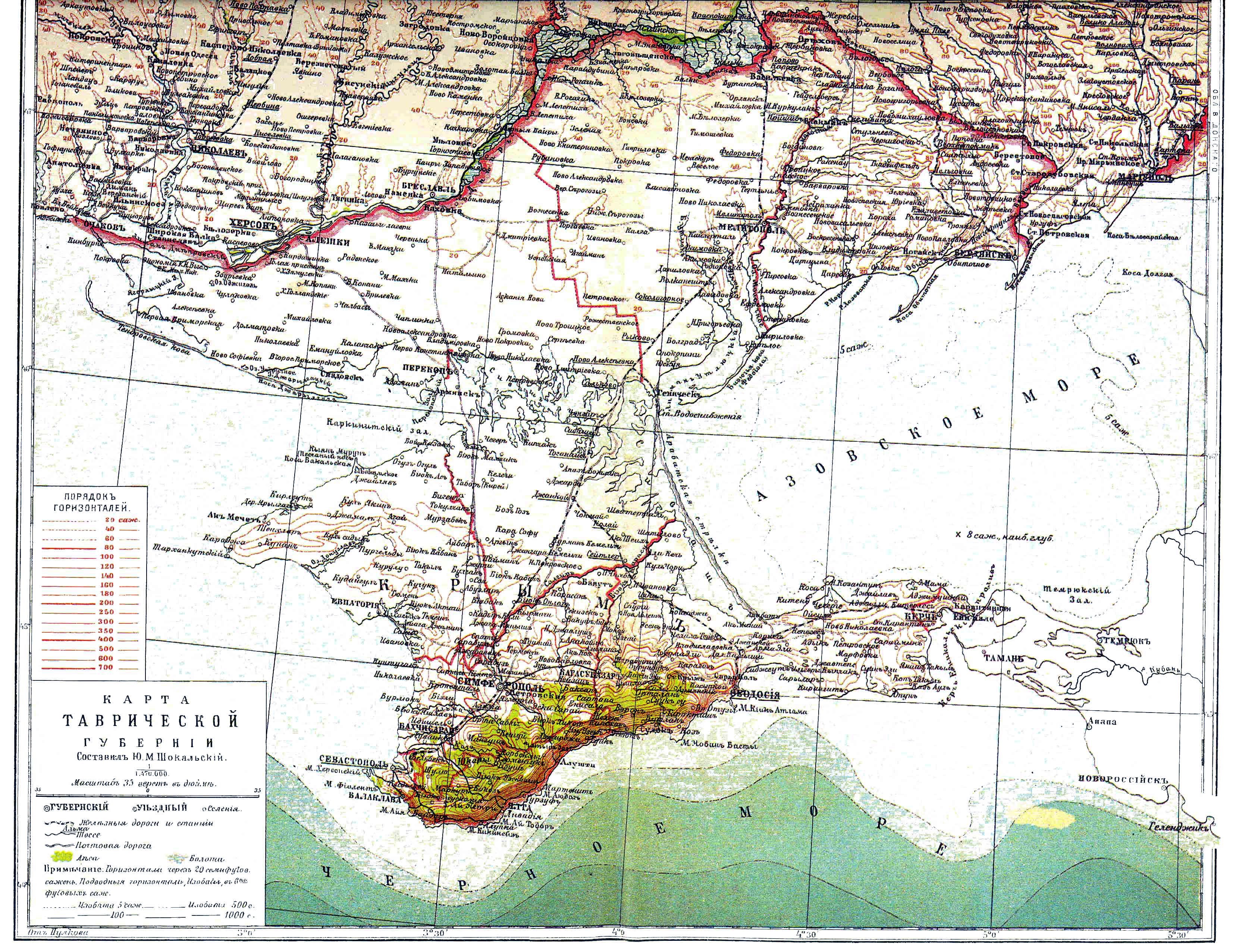
Таврійська губернія

Та́врія, Тавріанія, також Крим (також Таврида, Таврика, грец. Ταυρίς, Ταυρίδα, лат. Taurica, нім. Taurien) — історична назва півострова Крим, походить від назви таврів.

## Географія
Страбон поділяв всю Таврію (Херсонес) на велику та малу. Малим Херсонесом названий сучасний Керченський півострів.

### Античні міста Таврії
- Сімферополь — Неаполь Скіфський
- Бахчисарай — Палатіон
- Балаклава — Палакіон (Цембало) — скіфське місто
- Судак — Солдая
- Євпаторія — Гезлев (караїм. Кöзлив, заст. укр. Козлів)
- Старий Крим — Солгата
- Керч — Пантікапея
- Феодосія — Кафа
- Севастополь — Херсонес Таврійський, Корсунь

## Міфологія
Таврія відома у міфології у зв'язку із міфом про Іфігенію.

## Назва
Геродот називав півострів Таврія, а мис (сучасний Гераклійський півострів) на якому був розташований Херсон Таврійський — Херсонес. Страбон, Клавдій Птолемей називали півострів скіфським або таврійським. В 7 ст. н. е. хозари заволоділи півостровом і тоді назвали його — Хозарія. Назва Крим походить від частини півострова, до Керченської протоки, яка поділяла Європу і Азію (сучасний Керченський півострів). За часів скіфів в VII ст. до н. е. там був рів, який був викопаний тоді, коли скіфи вигнали кімерійців від Дністра, Дніпра та Дону в Азію. Пізніше боспорський цар Азандер за 50 років до н. е. на місці рову звів муровану стіну в якій було 10 вартових веж. Страбон повідомляє, що на тому місці знаходилося кімерійське місто Кімеріон, Геродот називає теж саме місто (державу) Крімі. Геродот називає таврів — скіфами. Страбон називав півострів скіфським чи таврійським. Перекоп (рів) називався Орихія. За часів скіфів в Таврії було 24 міста. Скіфів називали також василевсами (царями).

## Історія
Таври брали з Херсонесу та Боспорського царства данину і, в разі несплати данини, спустошували їх. Ці напади продовжувались до часів Мітрідата. Понтійський цар Мітрідат, взявши владу над Боспором та херсонітами, поселив в Таврії вірних йому сарматів, язигів та василейців. У 64 р. до н. е. Мітрідата переміг Помпей, і таким чином таври з херсонцями попали під владу Римської імперії. Через два роки алани перемогли таврів та зайняли південну частину Таврії. Під час правління імператора Клавдія таври в середині I ст. уклали союз з Понтійським царем Мітрідатом III і здобули над римлянами перемогу. В середині II ст. скіфи, відомі під іменем готів, проникли в Таврію і перемогли таврів та знищили саму назву таврів. В кінці IV ст. друге покоління готів, яких переслідували гуни, проникли в Таврію та заснували тут республіку. З часом ці готи заснували князівство під назвою Трапезитських готів зі столицею в Мангуші. В V ст. південний берег Таврії зайняли угорці. В XIV ст. генуезці, підкоривши Мангуш, Балаклаву, Судак, Інкерман, стали небезпечними також і для Херсонесу. В XV ст. в Таврію прийшли татари, після чого таври забули своє походження та змінили свої традиції.
Приблизно в VII ст. до н. е. Таврію почали освоювати греки, які заснували там багато міст. Найбільшими містами були Херсонес і Пантікапеум.
Пізніше було утворене Боспорське царство. Воно було поділене на дві частини, столицею європейської частини було місто Пантікапеум, а азійської — Фанагора. Володіння боспорських царів поширювалось на грецькі міста до Феодосії. Боспорський цар Мітрідат заклав місто Євпаторію.
В VII ст.  півострів зайняли хозари.
Таврія у «Літописі Руському» XII ст. згадується як Тавріанія.

## Таврійська губернія
У XIX — на початку ХХ століть Таврією називали Таврійську губернію, створену в 1802 році (центр місто Сімферополь). До її складу входили терени сучасної Автономної Республіки Крим, південні частини Херсонської та Запорізької областей. Ця назва проіснувала до 1918 року.